# Gustav Radde

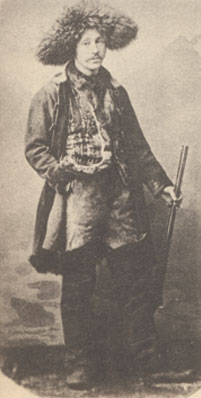
Gustav Radde (1857)

Gustav Ferdinand Richard Radde, född 27 november 1831 i Danzig, död 15 mars 1903 i Tbilisi, var en tysk naturforskare, geograf och forskningsresande.
Radde utbildade sig från början till apotekare, men lämnade detta yrke på grund av stort intresse för naturhistoria. Han företog resor genom Krim 1852–1855, sydöstra Sibirien 1855–1860, södra Ryssland 1862 och upprättade 1863 det kaukasiska museet i Tbilisi, vars föreståndare han blev. 
Han reste även senare genom vissa delar av Asien i naturhistoriskt och geografiskt syfte. Hans sibiriska samlingar beskrevs av Eduard von Regel i "Plantæ Raddeanæ oder Aufzählung der Pflanzen Ostsibiriens" (1861–62).
Auktorsnamnet Radde kan användas för Gustav Radde i samband med ett vetenskapligt namn inom botaniken; se Wikipediaartiklar som länkar till auktorsnamnet.